# Swalla
«Swalla» es una canción grabada por el cantante estadounidense Jason Derulo acompañado de la rapera Trinitense Nicki Minaj, y el rapero estadounidense Ty Dolla $ign. Fue lanzado el 24 de febrero de 2017 por Warner Bros. Records, como el primer sencillo del álbum de estudio 777 de Derulo. La canción fue escrita por Derulo, Minaj, Ty, Ricky Reed, LunchMoney Lewis, Robert Diggs, Jacob Kasher Hindlin, Robin Weisse y Russell Jones.

## Antecedentes y liberación
Derulo previó "Swalla" en un vídeo publicado en agosto de 2016. Oficialmente lo anunció como un sencillo el 2 de enero de 2017. "Swalla" se estrenó el 23 de febrero de 2017, y fue lanzado para descarga digital en iTunes Store al día siguiente. Mientras hablaba de la canción en la alfombra roja de la edición #59 de los Premios Grammy Awards, Derulo dijo:
"Nunca creo en forzar una colaboración. Sabes, soy un fan de los dos y pensé que encajaban perfectamente en la pista. Es uno de esos que te levantan y hacen lo tuyo. Siento que va a quedar en la radio. No hay nada que suene como él".

## Recepción crítica
Justin Ivey de XXL escribió que Minaj "viene a través de cerrar la pista con barras que roban el espectáculo". Joshua Espinoza de Complex escribió que "Jason y Ty manejan sus versos muy bien, pero Nicki es definitivamente la estrella", también diciendo que la canción "definitivamente tiene potencial". Trent Fitzgerald del Boombox escribió que Minaj tenía el verso destacado de la canción. Rap-Up también alabó el verso de Minaj diciendo que ella "ancla la pista con un tercer y último verso que muchos probable que asumen es otro golpe apenas velado en Remy Ma". Hilary Hughes de MTV escribió que se trata de un "número de vapor que tiene los tres de chiming en un ritmo vacilante que se sentiría como en casa en el piso de un club de playa en el Caribe".

## Vídeo musical
El 24 de febrero de 2017, el video oficial para "Swalla", dirigida por Alex Lockett, se ha subido al canal de Derulo en YouTube. El vídeo musical fue estrenado el 17 de marzo de 2017.

## Listas
| Lista (2016)                                | Mejor posición |
| ------------------------------------------- | -------------- |
| Australia (ARIA)                            | 55             |
| Austria (Ö3 Austria Top 40)                 | 31             |
| Bélgica (Flandes) (Ultratip Bubbling Under) | 11             |
| Bélgica (Valonia) (Ultratip Bubbling Under) | 14             |
| Canadá (Canadian Hot 100)                   | 58             |
| República Checa (Rádio Top 100)             | 81             |
| Finlandia (OFC)                             | 19             |
| France (SNEP)                               | 59             |
| Alemania (Media Control AG)                 | 7              |
| Ireland (IRMA)                              | 41             |
| Italy (FIMI)                                | 71             |
| Lebanon (Lebanese Top 20)                   | 15             |
| Países Bajos (Mega Single Top 100)          | 43             |
| New Zealand (Recorded Music NZ)             | 33             |
| Norway (VG-lista)                           | 36             |
| Escocia (Scottish Singles Sales Chart)      | 25             |
| España (Top 100 Canciones)                  | 27             |
| Suecia (Sverigetopplistan)                  | 78             |
| Suiza (Schweizer Hitparade)                 | 40             |
| Reino Unido (UK Singles Chart)              | 43             |
| Estados Unidos (Billboard Hot 100)          | 45             |
| Estados Unidos (Mainstream Top 40)          | 31             |